# Frederick Ashton
Pour les articles homonymes, voir Ashton.
Frederick William Mallandaine Ashton est un danseur, chorégraphe et directeur de ballet britannique né à Guayaquil (Équateur) le 17 septembre 1904 et mort à Eye (Suffolk) le 18 octobre 1988.

## Biographie
Après avoir vu danser Anna Pavlova à Lima, il quitte l'Amérique pour Londres où il se forme auprès de Léonide Massine puis de Marie Rambert et de Ninette de Valois. Il reste au Ballet Rambert jusqu'en 1935. Il intègre alors le Vic-Wells Ballet, devenu par la suite Royal Ballet, qu'il dirige de 1962 à 1970 et pour lequel il crée plus de 50 œuvres. En parallèle, il travaille pour les Ballets russes de Monte-Carlo, le New York City Ballet, les Ballets de Paris de Roland Petit, l'English National Ballet et de Ballet royal danois. Il se produit également avec Tamara Karsavina.
Il a remonté de nombreux ballets classiques et a composé plus de 60 œuvres originales de style néoclassique.

## Principaux ballets
- 1931 : La Péri (musique de Léo Delibes)
- 1931 : Façade (musique de William Walton)
- 1933 : Les Rendez-vous (musique de Constant Lambert d'après Daniel-François-Esprit Auber)
- 1935 : Le Baiser de la fée (musique d'Igor Stravinsky)
- 1937 : Les Patineurs (musique de Constant Lambert d'après Giacomo Meyerbeer)
- 1946 : Symphonic Variations (musique de César Franck)
- 1948 : Cinderella (musique de Serge Prokofiev)
- 1951 : Daphnis et Chloé (musique de Maurice Ravel)
- 1952 : Sylvia (musique de Léo Delibes)
- 1958 : Ondine (musique de Hans Werner Henze)
- 1958 : La Valse (musique de Maurice Ravel)
- 1960 : La Fille mal gardée (musique de Ferdinand Herold)
- 1961 : The Two Pigeons (musique d'André Messager)
- 1963 : Marguerite et Armand (musique de Franz Liszt)
- 1964 : The Dream, d'après Le Songe d'une nuit d'été de William Shakespeare (musique de Felix Mendelssohn)
- 1968 : Enigma Variations (musique d'Edward Elgar)
- 1976 : A Month in the Country (musique de Frédéric Chopin)
- 1983 : Varii Capricci (musique de William Walton)[1].

## Décorations
- Chevalier de la Légion d'honneur[Quand ?]
- Commandeur de l'ordre du Dannebrog